# Cary Elwes
Ivan Simon Cary Elwas (n. 26 octombrie 1962, Greater London, Anglia, Regatul Unit) este un actor, scenarist și autor englez.

## Familie
Este căsătorit cu fotografa Lisa Marie Kurbinkoff.

## Filme
| An   | Nume                                                | Rol                                                                      | Notițe                                                             |
| ---- | --------------------------------------------------- | ------------------------------------------------------------------------ | ------------------------------------------------------------------ |
| 1979 | Yesterday's Hero                                    | Disco Dancer                                                             |                                                                    |
| 1984 | Another Country                                     | James Harcourt                                                           |                                                                    |
| 1984 | Oxford Blues                                        | Lionel                                                                   |                                                                    |
| 1985 | The Bride                                           | Capt. Josef Schoden                                                      |                                                                    |
| 1986 | Lady Jane                                           | Guilford Dudley                                                          |                                                                    |
| 1987 | Maschenka                                           | Ganin                                                                    |                                                                    |
| 1987 | The Princess Bride                                  | Westley/The Dread Pirate Roberts                                         |                                                                    |
| 1988 | Never on Tuesday                                    | Tow Truck Driver                                                         | Neamintit                                                          |
| 1989 | Glory                                               | Major Cabot Forbes                                                       |                                                                    |
| 1990 | Days of Thunder                                     | Russ Wheeler                                                             |                                                                    |
| 1991 | Hot Shots!                                          | Lieut. Kent Gregory                                                      |                                                                    |
| 1992 | Bram Stoker's Dracula                               | Lord Arthur Holmwood                                                     |                                                                    |
| 1992 | Leather Jackets                                     | Dobbs                                                                    | Also associate producer                                            |
| 1993 | Robin Hood: Men in Tights                           | Robin Hood                                                               |                                                                    |
| 1993 | The Crush                                           | Nick Eliot                                                               |                                                                    |
| 1994 | The Jungle Book                                     | Capt. William Boone                                                      |                                                                    |
| 1994 | The Chase                                           | Steve Horsegroovy                                                        |                                                                    |
| 1996 | Twister                                             | Dr. Jonas Miller                                                         |                                                                    |
| 1997 | Kiss the Girls                                      | Detective Nick Ruskin                                                    | Nominated – Blockbuster Entertainment Awards Best Supporting Actor |
| 1997 | The Informant                                       | Lieut. David Ferris                                                      |                                                                    |
| 1997 | Liar Liar                                           | Jerry                                                                    |                                                                    |
| 1998 | Quest for Camelot                                   | Garrett                                                                  | Voice                                                              |
| 1999 | Cradle Will Rock                                    | John Houseman                                                            |                                                                    |
| 2000 | Shadow of the Vampire                               | Fritz Arno "Firtzy" Wagner                                               |                                                                    |
| 2001 | The Cat's Meow                                      | Thomas H. Ince                                                           |                                                                    |
| 2002 | Wish You Were Dead                                  | Mac "Macbeth" Wilson                                                     |                                                                    |
| 2002 | Comic Book Villains                                 | Carter                                                                   | Also co-producer                                                   |
| 2003 | Porco Rosso                                         | Curtis                                                                   | English dub                                                        |
| 2004 | Saw                                                 | Dr. Lawrence Gordon                                                      | Nominated – MTV Movie Award for Best Frightened Performance        |
| 2004 | Ella Enchanted                                      | Sir Edgar                                                                |                                                                    |
| 2004 | The Riverman                                        | Ted Bundy                                                                |                                                                    |
| 2004 | American Crime                                      | Albert Bodine                                                            |                                                                    |
| 2005 | Edison Force                                        | Reigert                                                                  |                                                                    |
| 2005 | Neo Ned                                             | Dr. Magnuson                                                             |                                                                    |
| 2005 | National Lampoon's Pucked                           | Norman                                                                   |                                                                    |
| 2005 | The Cat Returns                                     | Baron Humbert von Gikkingen                                              | English dub                                                        |
| 2006 | Factory Girl                                        | Sam Green                                                                | Uncredited                                                         |
| 2006 | Whisper of the Heart                                | Baron Humbert von Gikkingen                                              | English dub                                                        |
| 2007 | Walk the Talk                                       | Erik                                                                     | Also executive producer                                            |
| 2007 | Georgia Rule                                        | Arnold                                                                   |                                                                    |
| 2008 | The Alphabet Killer                                 | Capt. Kenneth Shine                                                      |                                                                    |
| 2009 | A Christmas Carol                                   | Portly Gentleman #1/Dick Wilkins/Mad Fiddler/Guest #2/Business Man No. 1 |                                                                    |
| 2010 | Psych 9                                             | Dr. Clement                                                              |                                                                    |
| 2010 | Flying Lessons                                      | Steven Jennings                                                          |                                                                    |
| 2010 | As Good as Dead                                     | Ethan Belfrage                                                           |                                                                    |
| 2010 | Little Murder                                       | Barry Fitzgerald                                                         |                                                                    |
| 2010 | Saw 3D                                              | Dr. Lawrence Gordon                                                      |                                                                    |
| 2011 | No Strings Attached                                 | Dr. Metzner                                                              |                                                                    |
| 2011 | Delhi Safari                                        | Bee Commander/Sultan                                                     | Voice                                                              |
| 2011 | The Adventures of Tintin: The Secret of the Unicorn | Pilot                                                                    |                                                                    |
| 2011 | New Year's Eve                                      | Stan's doctor                                                            |                                                                    |
| 2011 | The Story of Luke                                   | Uncle Paul                                                               |                                                                    |
| 2011 | Camilla Dickinson                                   | Rafferty Dickinson                                                       |                                                                    |
| 2011 | Hellgate                                            | Jeff Mathews                                                             |                                                                    |
| 2012 | The Oogieloves in the Big Balloon Adventure         | Bobby Wobbly                                                             |                                                                    |
| 2012 | The Citizen                                         | Earl Miller                                                              |                                                                    |
| 2013 | Hansel & Gretel Get Baked                           | Meter Man                                                                |                                                                    |
| 2013 | Behaving Badly                                      | Joseph Stevens                                                           |                                                                    |
| 2013 | Justice League: The Flashpoint Paradox              | Orin/Arthur Curry/Aquaman                                                | Voice                                                              |
| 2014 | Reach Me                                            | Kersey                                                                   |                                                                    |
| 2015 | A Mouse Tale                                        | Sir Thaddeus                                                             | Voice                                                              |
| 2015 | H8RZ                                                | Principal Donato                                                         |                                                                    |
| 2015 | Being Charlie                                       | David Mills                                                              |                                                                    |
| 2015 | A Haunting in Cawdor                                | Lawrence O'Neil                                                          |                                                                    |
| 2016 | Sugar Mountain                                      | Jim Huxley                                                               |                                                                    |
| 2016 | Elvis & Nixon                                       |                                                                          | Writer and producer                                                |
| 2016 | Indiscretion                                        | Jake                                                                     |                                                                    |
| 2016 | The Elephant Kingdom                                | Rock                                                                     | Voice                                                              |
| 2017 | Billionaire Boys Club                               | Andy Warhol                                                              | Post-production                                                    |
| 2017 | La reina de España                                  | Gary Jones                                                               | Post-production                                                    |
| 2017 | We Don't Belong Here                                | Frank Harper                                                             | Post-production                                                    |